# 方山京
方山京（?—?）。字子高，号砚菴，浙江慈谿縣人，宋朝状元。

## 生平
出生于今宁波余姚四明乡（梁弄）姚巷。幼年孤苦，刻苦学习，性情随和，因家贫无依曾一度寄宿亲戚家中。宋理宗景定三年（1262年），登壬戌科状元。
因制策过简，曾遭同行责怪，要求增添语句。方山京说：“圣上已览，吾怎能自欺欺人？”。在朝议中，因同事讳忌不敢言，径自拂袖而去，遭到弹劾，罢官回乡隐居。
为官期间，清正廉洁，家境贫寒，家居极其简陋，还得靠友人资助才能勉强度日。
宋度宗登基（1265年），诏书特下，重新启用方山京，官复原职。咸淳三年（1267年），以签书建康军节度判官厅公事任秘书省正字，兼任沂靖惠王府教授，后来迁升任校书郎。病重不能上朝，逝世后葬于彭山，今在上虞。 